# Fluorure d'or(III)
Le fluorure d'or(III), ou trifluorure d'or, est un composé chimique de formule AuF3. Il s'agit d'un solide diamagnétique jaune orangé qui se sublime à 300 °C et se décompose à 500 °C. Sa structure cristalline est isomorphe de celle du fluorure d'argent(III) (en), bâtie sur des unités AuF4 planes quadratiques liées chacune à deux autres unités pour former une structure spiralée.
Il peut être obtenu par pyrolyse de fluorure d'or(V) Au2F10 à 200 °C, par fluoration de chlorure d'or(III) AuCl3, voire par fluoration de l'or par le trifluorure de brome BrF3.
Le fluorure d'or(III) forme, avec les ions fluorure, les fluoroaurates(III) [AuF4]− et [Au2F7]−. 